# 地下銀行
地下銀行（ちかぎんこう）とは、銀行法等に基づく免許を持たず、不正に海外に送金する業者のこと。本人確認が必要でないため、主に不法滞在の外国人が不法就労や犯罪で入手した資金を母国に送金するのに利用される。

## 定義
銀行法等に基づく免許を得ずに送金依頼された金を不正に海外に送金するもの。

## 概要
日本では送金や銀行振り込みなどの為替取引は銀行にのみ認められている。しかし、正規の銀行を利用して海外送金するにはパスポートなどの本人確認が必要となり不法就労者が利用することが難しい。そのため、不法滞在の外国人が不法就労や犯罪で入手した資金を母国に送金するのに利用される。
しかし、正規の銀行よりも手数料が安く、送金が迅速、休日夜間でも送金を行ってくれるなど、利用しやすさから正規の外国人就労者が利用する場合もある。
中国にも同様の組織があるが、送金業務に特化した日本の地下銀行と違い、高利貸しなど貸金業務も行っている。
無免許による為替取引は銀行法違反（銀行法第4条・第61条第1項）により3年以下の懲役若しくは300万円以下の罰金が課せられる。

## 手数料
日本の大手銀行では海外送金の手数料が最低でも5000円程度かかるのに対し、地下銀行では送金額の1%前後や1回1000円など正規の銀行に比べて安い場合が多い。また、為替差益を手数料として受け取る場合もあった。

## 送金方法
受け取ったお金を個別に送金して渡す方法だと手間や時間がかかるため、電話などで現地組織に連絡を取り、現地にプールさせていた資金を振り込むという方法がとられる。なお、この仕組みは合法的な銀行で行われているコルレス契約と基本的には同じである。